# Бри (Север)
Бри (фр. Bry) насеље је и општина у североисточној Француској у региону Север-Па д Кале, у департману Север која припада префектури Авне сир Елп.
По подацима из 2011. године у општини је живело 389 становника, а густина насељености је износила 135,07 становника/km². Општина се простире на површини од 2,88 km². Налази се на средњој надморској висини од 106 метара (максималној 116 m, а минималној 80 m).

## Демографија
| 1962. | 1968. | 1975. | 1982. | 1990. | 1999. | 2011. |
| ----- | ----- | ----- | ----- | ----- | ----- | ----- |
| 270   | 275   | 233   | 272   | 312   | 349   | 389   |

График промене броја становника у току последњих година